# Поволжский государственный университет физической культуры, спорта и туризма
Поволжский государственный университет физической культуры, спорта и туризма (тат. Идел буе дәүләт физик культура, спорт һәм туризм университетын) — один из 14-ти спортивных вузов, осуществляющий подготовку специалистов в области физической культуры, спорта, гостеприимства, менеджмента для Республики Татарстан и субъектов Российской Федерации.
Учредителем Университета является Министерство спорта Российской Федерации.

## История
Университет ведет свою историю с 1974 года, когда в Казани был создан филиал Волгоградской государственной академии физической культуры.
В связи со строительством Камского автозавода (КАМАЗ) в 1986 году филиал был переведен в Набережные Челны, а в 1997 году на его базе учреждён Камский государственный институт физической культуры (КамГИФК).
В 2006 году учебному заведению был присвоен статус Академии. ВУЗ был переименован в Камскую государственную академию физической культуры, спорта и туризма (КамГАФКСиТ).
В 2008 году Казань получила право проведения XXVII Всемирных летних студенческих игр. В рамках реализации Концепции наследия Универсиады ВУЗ в 2010 году вернулся в Казань и получил имя Поволжская государственная академия физической культуры, спорта и туризма (ПовГАФКСиТ) и 7 спортивных объектов, построенных к Универсиаде.
В марте 2021 года Академия была переименована в Поволжский государственный университет физической культуры, спорта и туризма.

## Общие сведения
Университет осуществляет подготовку тренеров спортивных школ, преподавателей физической культуры, фитнес-тренеров, инструкторов лечебной физкультуры, работников физкультурно-оздоровительных и реабилитационных центров, спортивных менеджеров и управленцев, организаторов массовых физкультурно-спортивных мероприятий, специалистов в области гостеприимства.
По состоянию на 2022 год в образовательном процессе Университета принимают участие 3 института и 18 кафедр:
- Институт спорта:
  - кафедра теории и методики лыжного спорта;
  - кафедра теории и методики единоборств;
  - кафедра теории и методики тенниса и бадминтона;
  - кафедра теории и методики футбола и хоккея;
  - кафедра теории и методики водных видов спорта;
  - кафедра теории и методики волейбола и баскетбола;
  - кафедра теории и методики гимнастики;
  - кафедра теории и методики легкой атлетики и гребных видов спорта.
- Институт физической культуры:
  - кафедра медико-биологических дисциплин;
  - кафедра теории и методики физической культуры и спорта;
  - кафедра адаптивной физической культуры и безопасности жизнедеятельности;
  - кафедра педагогики и психологии в сфере физической культуры и спорта;
  - кафедра физической культуры.
- Международный институт гостиничного менеджмента и туризма:
  - кафедра социально-гуманитарных дисциплин;
  - кафедра сервиса и туризма;
  - кафедра иностранных языков и языкознания;
  - кафедра экономики и управления в спорте;
  - кафедра физико-математических дисциплин и информационных технологий.

Университет — единственный спортивный вуз страны, чьи образовательные программы в 2020-2021 гг. прошли профессионально-общественную аккредитацию.
В Национальном агрегированном рейтинге Университет по итогам 2021 г. находится в 3 лиге (Топ-300).
Университет располагает учебно-лабораторным корпусом, спортивными объектами, среди которых: федеральные спортивно-тренировочные центры: Центр гимнастики и Центр гребных видов спорта, учебно-спортивные комплексы: Буревестник (крытый бассейн и легкоатлетический стадион), Академия тенниса, Ледовый дворец «Зилант», Центр бадминтона, Дворец водных видов спорта, на базе которого располагаются Медико-санитарная часть Научно-исследовательского института физической культуры и спорта и гостиница «Регата».
На базе Университета функционирует Научно-исследовательский институт физической культуры и спорта, проводящий исследования в области спортивной функциональной диагностики, реабилитации, физиологии, генетики, биомеханики и биохимии, имеющий в своем составе 6 лабораторий: спортивной генетики и молекулярной физиологии; биохимических и клинико-диагностических исследований; биомеханики спорта; физиологии спорта; спортивной статистики и аналитики; комплексного мониторинга объектов спорта, оборудования, экипировки и материалов. Основными задачами Научно-исследовательского института являются научно-методическое и медико-биологическое сопровождение тренировочного и восстановительного процесса спортсменов, углубленный и текущий медицинский осмотр, лечебно-профилактические и реабилитационные мероприятия, аналитические исследования для спортивных команд.
В Университете функционирует аспирантура по 4 научным специальностям:
1.5.5. Физиология человека и животных;
5.8.4. Физическая культура и профессиональная физическая подготовка;
5.8.5. Теория и методика спорта;
5.8.6. Оздоровительная и адаптивная физическая культура.
В Университете издается научно-теоретический журнал «Наука и спорт: современные тенденции», который включен ВАК в Перечень российских рецензируемых научных изданий.
На базе Университета создан Поволжский научный центр физической культуры и спорта Российской академии образования.
Сборные России регулярно проводят на базе Университета учебно-тренировочные и восстановительные сборы.

## Выпускники
- четырехкратный чемпион России по футболу в составе казанского «Рубина» и санкт-петербургского «Зенита» мастер спорта России Александр Бухаров;
- чемпион Стамбульского (1995), Хьюстонского (2006) и Бабушкиного (2003, 2004) марафонов в беге на длинные дистанции, участница Олимпийских игр 1996 в Атланте, заслуженный мастер спорта России Фирая Султанова-Жданова;
- четырехкратная чемпионка мира, серебряный призер Олимпийских игр 2000 в Сиднее по стрельбе, заслуженный мастер спорта России Светлана Демина;
- чемпион Европы по плаванию, участник Олимпийских игр 2004 в Афинах, мастер спорта международного класса Алексей Зацепин;
- чемпион Олимпийских игр 2008 в Пекине в беге с препятствиями, рекордсменка, заслуженный мастер спорта России Гульнара Галкина-Самитова;
- серебряный призёр Олимпийских игр 2012 в Лондоне в фехтовании (командная рапира), заслуженный мастер спорта России Камилла Гафурзянова;
- абсолютная чемпионка мира среди девушек (2013), чемпионка мира по летнему биатлону в смешанной эстафете, двукратная чемпионка Европы по биатлону среди юниорок, чемпионка в гонке преследования, бронзовый призёр III Всемирных зимних военных игр в Сочи в спринте, бронзовый призёр в спринте зимних юношеских Олимпийских игр 2012 в Инсбруке, серебряный и бронзовый призер Олимпийских игр 2022 в Пекине, заслуженный мастер спорта России Ульяна Нигматуллина.
- чемпион студенческой Универсиады (2015), двукратный серебряный медалист чемпионата мира в эстафете (2017, 2019), серебряный и бронзовый призер Олимпийских игр 2018 в Пхенчхане по лыжным гонкам, мастер спорта международного класса Андрей Ларьков;
- чемпион мира по плаванию на короткой воде, чемпион и призер чемпионатов Европы, чемпион России, серебряный призер Олимпийских игр 2020 в Токио по плаванию, заслуженный мастер спорта России Александр Красных;
- бронзовый призер Европейских игр (2015), двукратный победитель Лиги чемпионов, трёхкратный чемпион России, трехкратный обладатель Кубка и Суперкубка России, серебряный призер Олимпийских игр 2020 в Токио, заслуженный мастер спорта России Виктор Полетаев;
- вратарь клуба КХЛ «Ак Барс», лучший вратарь КХЛ 2019/2020, бронзовый призёр КХЛ 2021, рекордсмен чемпионатов России по продолжительности «сухой» серии, серебряный призёр Олимпийских игр 2022 в Пекине, заслуженный мастер спорта России Тимур Билялов.